# Anna Del Bo Boffino
Anna Del Bo Boffino   (Milà, 1925 - Milà, 1997) va ser una periodista, escriptora i política feminista italiana.

## Biografia
Nascuda a Milà al si d'una família d'idees avançades, el pare treballava als ferrocarrils estatals i la mare a la factoria Pirelli i estudiava francès i anglès als vespres. Anna va estudiar lletres al Liceu clàssic Parini i a partir del 1943, durant els anys de l'ocupació alemanya, va col.laborar com a missatgera a la Resistència italiana. El 1948, sota el mestratge d'Antonio Banfi, es va llicenciar en Filosofia i Lletres. L'any següent es va casar amb Giuseppe Del Bo, dirigent de l'Editorial Feltrinelli i va adoptar el cognom del marit. Del 1952 al 1954 es van traslladar a París a la recerca de llibres sobre el moviment obrer per a la seva editorial. Contemporàniament, Anna va començar a col·laborar com a corresponsal a L'Unità, a la secció dedicada a les dones. Quan van tornar a Italià, va treballar a les oficines de la Feltrinelli i més tard a la redacció de Abitare i a l'editorial Il Saggiatore, on va rebre una gran influencia de l'esquerra intelectual que girava entorn d'Elio Vittorini.
El 1968 va entrar a la redacció de Due piú, una nova revista mensual destinada a trencar motlles parlant obertament de sexualitat, contracepció, problemes de parella i altres temes tabú en un país com Itàlia, encara molt reprimit per la moral catòlica. Anna Del Bo Boffino va utilitzar la psicologia per impartir educació sexual, va instar i ajudar les dones a descobrir llurs cossos i com gaudir-ne sense falsos pudors, conèixer quins mètodes tenien a l'abast per prevenir els embaraços no desitjats. També les va aconsellar com educar els fills i com respondre, amb naturalitat i sense vergonya, les preguntes en temes de sexualitat.
El 1972 va passar a la redacció de la revista Amica de l'editorial Rizzoli, on va tenir un espai dedicat a la condició femenina, advocant sempre per aconseguir els drets que ja tenien en alguns països avançats, com ara el divorci, l'avortament, la paritat laboral, la col·laboració dels dos membres de la parella en les feines de la llar, l'educació dels fills etc.
El 1975 es va presentar, com a independent, a les eleccions municipals de Milà, a les llistes del Partit Comunista Italià, va sortir elegida i més tard va explicar el manyspreu que va patir, de part d'alguns companys masculins, durant les seves intervencions. Del 1985 al 1990 va ser Consellera per la Província de Milà. El 1991 va ser Consellera de l'Unione femminile nazionale,(organització fundada el 1899 a Milà i encara vigent, que lluita per a l'emancipació i els drets civils de les dones) i juntament amb l'advocadessa Luisa Mattioli Peronivan promoure trobades orientatives i consultoris públics per a les dones.
Anna Del Bo Boffino va continuar col·laborant a L'Unità i altres publicacions, entre les quals Liber'Età del sindicat Nacional de jubilats de la CGIL, fins que va morir el 5 març 1997. Va ser enterrada al Cementiri Monumental de Milà.

## Reconeixements
La tasca professional i cívica d'Anna del Bo Boffino va ser reconeguda en vida amb el nomenament, el 1986, de comendatore de l'Orde al Mèrit de la República Italiana i amb la medalla de «Reconeixement» de la província de Milà (1996).
L'any 2009 els premis «Rosa Camuna» de la regió de Llombardia, van dedicar-li un «premi especial a la memòria». El 6 juny 2013 li va ser dedicat el parc-jardí adjacent al carrer Tolstoi de Milà. També porta el seu nom la biblioteca de Cassolnovo, a la província de Pavia.

## Obres
Anna Del Bo Boffino va escriure també alguns llibres de no ficció:
- Pelle e Cuore (1979, Rizzoli, Milà)
- Figli di mamma (1981, Rizzoli, Milà)
- Stavo malissimo (1983, Rizzoli, Milà)
- Voi uomini (1985, Mondadori, Milà)
- Le domande e le risposte (1989, Mondadori, Milà)
- Un cerchio dopo l'altro, amb Lella Ravasi (1996, Raffaello Cortina, Milà)